# 溫尼伯唐人街
溫尼伯唐人街是加拿大曼尼托巴省溫尼伯的一個地區，成立於1909年，位於詹姆斯與希金斯大道之間的國王街，它於1968年正式被承認。温尼伯唐人街是當地许多商店和餐馆的所在地，包括販售亚洲商品的杂货店和中草藥產品商店。

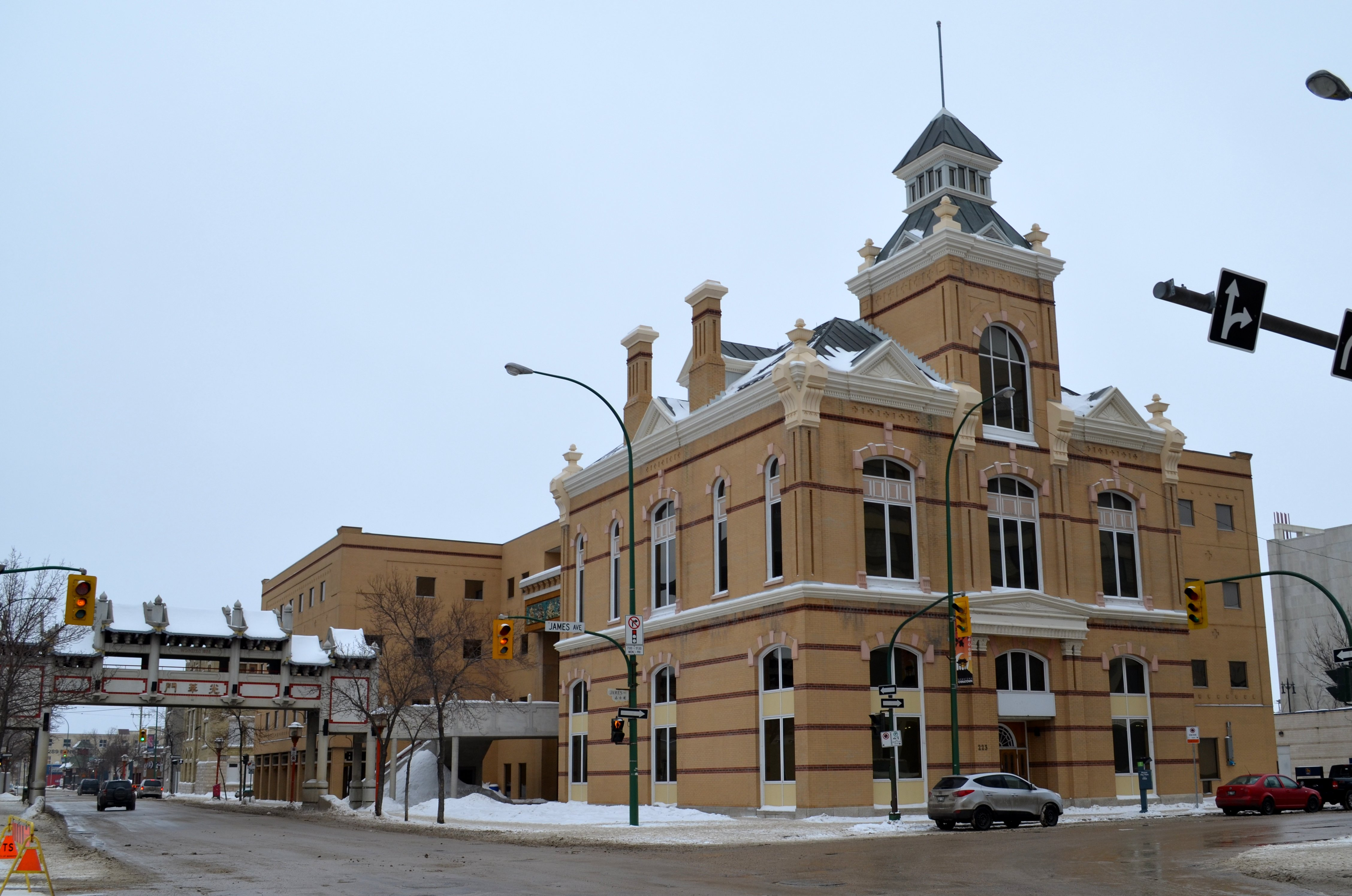
Mandarin Building

## 历史

### 十九世纪
温尼伯最早有记载的华人居民是任查理（Charley Yam）、冯广（Fung Quong）和一名于 1877 年从美国来温尼伯的无名妇女。[3] 加拿大太平洋铁路（CPR）一期工程于 1885 年竣工后，数百名华人开始在大草原地区定居。到 1886 年，华人社区开设了 8 家洗衣店。
当时，大多数华人来自广东省鹤山县的陈山村。他们试图阻止非鹤山人在温尼伯定居，在火车站伏击非鹤山人，殴打他们，迫使他们继续向东走。结果，不知有多少原本前往温尼伯的中国移民，最终流落到威廉堡和其他东部城市。有时，在威廉堡定居的人成群结队返回温尼伯，袭击那里的鹤山人。此外，到 1900 年，联邦人头税已增至 100 美元，三年后又增至 500 美元。

### 20世纪
1909 年，在太平洋大道和亚历山大大道之间的国王街（King Street）上，温尼伯市政厅和市场广场以北的几个街区，出现了一些华人商店。到 1910 年，一个小型的华人商业集群开始发展，到 1911 年，华人人口比 1901 年的 109 人增加了五倍。它就发展在中央商务区（Exchange District）的核心区域之外[4][5]。
在 1910 年代的十年间，唐人街成立了各种组织，包括致公堂、中国国民党同盟会（或国民党）、中华帝国改革协会和中华慈善协会，以及各种宗族协会，如吉祥橡田会。华人基督教协会成立于洛根大道，为华人居民组织服务和英语课程[4]。
到 1919 年，温尼伯拥有加拿大第五大唐人街和华人社区，其中有 900 名男性和少数女性。[3] 1921 年，唐人街以公主街（Princess Street）和主街（Main Street）、洛根大道（Logan Avenue）和鲁珀特大道（Rupert Avenue）为界，覆盖了 6 个街区，国王街（King Street）是唐人街的主要商业街。在温尼伯的 800 到 900 名华人中，约有三分之一在该市的 300 家洗衣店工作，其余的三分之二则从事厨师、佣人或工人的工作。
1923 年，1885 年的《华人移民法》被修订，几乎所有华人都被排除在加拿大之外，这就是俗称的《排华法案》。
到 1970 年，越来越多的中产阶级华人家庭开始搬出唐人街。此外，附近还在进行城市重建项目，包括迪斯雷利高速公路（Disraeli Freeway）和位于缅街（Main Street）的新市政中心和音乐厅。唐人街社区不愿意看到自己的社区遭到破坏，于是在 1971 年成立了唐人街发展公司，为唐人街制定了大规模的发展计划。1981 年，杜约瑟和李菲力成功游说市长比尔-诺里（Bill Norrie）、马尼托巴省政府和联邦部长，通过建造王朝大厦、文华大厦、住宅区和唐人街大门来振兴唐人街。 [温尼伯唐人街公司随后于当年成立，温尼伯华人文化与社区中心也于1983年成立，成为整体开发项目的一部分。
温尼伯唐人街非营利住房公司（CNHC）成立，负责建造和谐大厦（Harmony Mansion），该大厦于 1986 年 9 月 13 日正式启用。
自 1987 年以来，温尼伯的大部分华裔人口迁往周边地区和 Abinojii Mikanah 之间的彭宾纳高速公路（Pembina Highway）路段。温尼伯的华裔加拿大人社区共有 12,700 人，其中约 25% 居住在加里堡南部的社区群中，而市中心历史悠久的唐人街目前居住着该市 3% 的华裔加拿大人。